# Oecumenisch christendom
Oecumenisch-christendom is een term die verwijst naar de beweging die in opkomst kwam aan het begin van de twintigste eeuw. Achter de beweging lag de gedachte, dat kerkelijke verdeeldheid zonde is, naar Johannes 17:21:
"Opdat zij allen een zijn, gelijkerwijs Gij, Vader, in Mij, en Ik in U, dat ook zij in Ons een zijn; opdat de wereld gelove, dat Gij Mij gezonden hebt"
alsook een verhindering voor het bedrijven van zending en evangelisatie. In Nederland waren er aan het begin van de twintigste eeuw behalve de Rooms Katholieke Kerk, de Oud Katholieke Kerken en de Vrij-Katholieke Kerk nog minstens 10 soorten gereformeerde Kerken, van hervormd-gereformeerd, synodaal gereformeerden, gereformeerden onderhoudende artikel 31, christelijk gereformeerden, gereformeerde gemeenten synodaal, gereformeerde gemeenten uitgetredenen tot oud gereformeerden.
In 1973 verscheen het boekje Tien keer gereformeerd waarin 10 auteurs van gereformeerde gezindte, van Gereformeerde Bond tot Oud Gereformeerde Gemeente in Nederland (Dr. W. Aalders, Prof. Douma, Prof. Velema, ds. Kooistra, ds. Mallan, Prof. Veenhof, ds. Overduin, ds. Van der Poel, ds. Vergunst en ir. Van der Graaf), hun visie gaven. Het draaide om de vragen: 
- 1. Is de eenheid van de gereformeerde belijders alleen een geestelijke eenheid of moet die ook kerkelijke consequenties hebben?
- 2. Is er gezien de ontwikkelingen in de Nederlands Hervormde Kerk, het Samen op weg-proces en de verschillende afgescheiden kerken reden om de motieven van Afscheiding en Doleantie nog weer eens onder ogen te zien?
- 3. In welke mate is er binnen de kaders van de gereformeerde belijdenis ruimte voor een legitieme pluriformiteit?

Op internationaal terrein werd op 23 augustus 1948 in Amsterdam de Wereldraad van Kerken opgericht. Deze vertegenwoordigde destijds 147 kerken uit 44 landen. Zij namen "onze Here Jezus Christus als God en Heiland" als gemeenschappelijke grondslag, hoewel deelnemende remonstranten bezwaar maakten tegen de term 'God'. Het antwoord van de secretaris van de Wereldraad, dr. Willem Visser 't Hooft, was dat men de verdere uitleg van de grondslag overliet aan de deelnemende kerken. Hiermee werd reeds een zekere vrijblijvendheid geschapen rondom de belijdenis van 'de Godheid van Jezus Christus'. De invloed van liberale theologen, waaronder Adolf von Harnack (1851-1930), deed zich gelden. Von Harnack had de kern van het evangelie gereduceerd tot navolging van de historische Jezus. Het liberale christendom staat voor een praktisch christelijk geloof zonder dogma's als zondeval, erfschuld, verzoening door voldoening, toekomende oordeel, met vooral oog voor de nood van de wereld en deze waar mogelijk verbeteren. De kerken met een meer traditioneel dogmatisch belijnd karakter sloten zich aaneen in andere organisaties. In de Verenigde Staten werd in 1941 de Nationale Associatie van Evangelischen gevormd, in 1948 te Amsterdam de Internationale Raad van Christelijke Kerken. Per februari 2022 zijn er 352 kerkgenootschappen lid van de Wereldraad van Kerken, met samen zo'n 500 miljoen leden in ongeveer 140 landen.

## Houding ten opzichte van de oecumene binnen de gereformeerde gezindte in Nederland
De term 'gereformeerde gezindte' is afgeleid van het begrip 'gereformeerde gezindheid', een begrip dat afkomstig is van Groen van Prinsterer. Dit begrip drukt uit dat er boven de kerkelijke verdeeldheid van hervormden en gereformeerden uit een eenheid van kerken is dat aanspreekbaar wil zijn op de Drie formulieren van enigheid. Ds. G. Boer (hervormd-gereformeerd predikant) pleitte in 1964 ervoor de totale gereformeerde belijdenis vooral in de zondagse prediking te laten functioneren:  "Wij zijn ten diepste gereformeerd, omdat Woord en Geest ons te sterk geworden zijn en ons reformeren naar God toe, naar Christus toe, naar het Woord toe. Meer dan andere landen zijn wij gezegend met de regenererende kracht van Gods Heilige Geest en met een verstaan van het Evangelie, dat zijn neerslag vond en vindt in de belijdenis en het belijden van de Kerk. Alles wat in de belijdenis voorhanden is en wat niet, of nog niet en niet meer in de prediking van nu wordt verkondigd als de schat van het Evangelie, dat wordt - kerkelijk gezien - slapend bezit." De vraagstelling waarom het niet lukt om de gezindten die de Drie formulieren van enigheidheid onderschrijven in één kerkverband onder te brengen, houdt deze gezindten al decennia lang bezig. Ds. J.H. Velema constateerde in 1999 in de gereformeerde gezindte een "on- en zelfs anti-oecumenische houding". Als verklaring noemde Velema "dat men vooral bang voor het verlies van de waarheid, zoals men die constateert in de Wereldraad van Kerken en ook in de Nederlandse Raad van Kerken. Liefde tot de waarheid is ieder die gereformeerd is, ingeboren." Velema acht dit laatste een te waarderen eigenschap. Een gevaar is wel volgens Velema "dat men al te spoedig gespitst is op een bepaald punt en zich daarop richt, hetgeen ten koste van de katholieke visie en het geheel van Gods Waarheid [de totale Godsopenbaring] gaat. Daarmee loopt men gevaar tot sektarisme en fundamentalisme te vervallen. Het behoeft niet, maar het kan heel gemakkelijk dat het gereformeerde zo wordt doorgevoerd dat niemand meer gereformeerd is dan alleen de man die zichzelf gereformeerd noemt." 